# Episodi di Robot Chicken (settima stagione)
La settima stagione della serie animata Robot Chicken, composta da 20 episodi, è stata trasmessa negli Stati Uniti, da Adult Swim, dal 13 aprile al 7 dicembre 2014.
In Italia la stagione è stata interamente pubblicata il 6 dicembre 2016 su TIMvision.
| nº | Titolo originale | Titolo italiano | Prima TV USA    | Pubblicazione Italia |
| -- | --- | --- | --------------- | -------------------- |
| 1  | G.I. Jogurt | G.I. Jogurt | 13 aprile 2014  | 6 dicembre 2016      |
| 2  | Link's Sausages | Salsicce del link | 20 aprile 2014  | 6 dicembre 2016      |
| 3  | Secret of the Booze                                                                                                   | Segreto dell’alcool | 27 aprile 2014  | 6 dicembre 2016      |
| 4  | Rebel Appliance | Elettrodomestici ribelli                                                                                                 | 4 maggio 2014   | 6 dicembre 2016      |
| 5  | Legion of Super-Gyros                                                                                                 | Legione di super-spiedini                                                                                                | 11 maggio 2014  | 6 dicembre 2016      |
| 6  | El Skeletorito | El Skeletorio | 18 maggio 2014  | 6 dicembre 2016      |
| 7  | Snarfer Image | Immagine provocante | 25 maggio 2014  | 6 dicembre 2016      |
| 8  | Up, Up, and Buffet | Su, su buffet | 1º giugno 2014  | 6 dicembre 2016      |
| 9  | Panthropologie | Panthropologia | 8 giugno 2014   | 6 dicembre 2016      |
| 10 | Catdog on a Stick | CatDog allo spiedo | 15 giugno 2014  | 6 dicembre 2016      |
| 11 | Super Guitario Center                                                                                                 | Super centro di chitarra                                                                                                 | 22 giugno 2014  | 6 dicembre 2016      |
| 12 | Noidstrom Rack | Svendita dannosa | 29 giugno 2014  | 6 dicembre 2016      |
| 13 | Stone Cold Steve Cold Stone                                                                                           | Steve freddo come una pietra fredda                                                                                      | 6 luglio 2014   | 6 dicembre 2016      |
| 14 | Walking Dead Lobster                                                                                                  | Aragosta zombie | 13 luglio 2014  | 6 dicembre 2016      |
| 15 | Victoria's Secret of NIMH                                                                                             | Victoria e il segreto dei Nimh                                                                                           | 20 luglio 2014  | 6 dicembre 2016      |
| 16 | Bitch Pudding Special                                                                                                 | Robot Chicken – Speciale Panna Inacidita                                                                                 | 27 luglio 2014  | 6 dicembre 2016      |
| 17 | Batman Forever 21 | Batman Forever 21 | 3 agosto 2014   | 6 dicembre 2016      |
| 18 | The Hobbit: There and Bennigan's                                                                                      | Lo Hobbit: andata e storno                                                                                               | 10 agosto 2014  | 6 dicembre 2016      |
| 19 | Chipotle Miserables                                                                                                   | Misérable salsa chipotle                                                                                                 | 17 agosto 2014  | 6 dicembre 2016      |
| 20 | Lots of Holidays (But Don't Worry Christmas is Still in There Too So Pull the Stick Out of Your Ass Fox News) Special | Robot Chicken - Speciale un sacco di festività ma non temete c’è anche il Natale perciò levati il palo dal c**o Fox News | 7 dicembre 2014 | 6 dicembre 2016      |

## G.I. Yogurt
- Titolo originale: G.I. Yogurt
- Diretto da: Zeb Wells
- Scritto da: Rachel Bloom, Mikey Day, Mike Fasolo, Seth Green, Matthew Senreich e Zeb Wells

### Trama
Seth Green e Matthew Senreich si infiltrano in un'orgia di marionette selvagge; un visitatore brillo di Narnia passa attraverso l'armadio; i Dino-Riders ottengono una canzone rock; Il Comandante Cobra crea delle pubblicità progresso nel tentativo di competere con i G.I. Joe.
- Guest star: Sebastian Bach (cantante dei Dino-Riders), John Oliver (Serpentor, gentiluomo inglese), Alia Shawkat (baronessa, Lucy Pevensie, Professor McGonagall).
- Ascolti USA: telespettatori 1.919.000 – rating/share 18-49 anni.[5]

## Salsicce del link
- Titolo originale: Link's Sausages
- Diretto da: Zeb Wells
- Scritto da: Rachel Bloom, Mikey Day, Mike Fasolo, Seth Green, Matthew Senreich e Zeb Wells

### Trama
Il Cupo Mietitore combatte una vecchia donna che non vuole morire; dei mostri aiutano una donna ad aggiustare la sua automobile, decidendo successivamente di andare a prendere un gelato; Edward-209 di Robocop riceve una ramanzina da sua madre dopo aver sparato a un dirigente; uno dei Budweiser Frogs ammette di essere alcolizzato; in una parodia de I Rugrats, Didi sgrida Stu per aver lasciato Tommy, Chuckie, Phil e Lil a girovagare per le strade; Zombie, Hook, Squid e Lois si cimentano in una corsa alla Fast and Furious; Punky Power di Punky Brewster è intenzionato a distruggere il mondo; He-Man disturba il vicinato alle 3:00 del mattino; Miggs si masturba su Clarice Starling; Jack Skellington celebra l'Halloween dei "grandi"; Jor-El dimentica di mettere il cibo e l'acqua nella valigietta di Superman prima di mandarlo sulla Terra; Skeletor cerca di far esplodere Snake Mountain dopo che è diventata un'attrazione di alpinismo.

## Segreto dell'alcool
- Titolo originale: Secret of the Booze
- Diretto da: Zeb Wells
- Scritto da: Rachel Bloom, Mikey Day, Mike Fasolo, Seth Green, Matthew Senreich e Zeb Wells

### Trama
L'identità di un alieno viene messa in dubbio; Bert ottiene un nuovo coinquilino; Terminator diventa un patrigno; Grande Puffo vede cosa succede dietro le quinte in Puffi sotto copertura.

## Elettrodomestici ribelli
- Titolo originale: Rebel Appliance
- Diretto da: Zeb Wells
- Scritto da: Rachel Bloom, Mikey Day, Mike Fasolo, Seth Green, Matthew Senreich e Zeb Wells

### Trama
Un papà ha una conversazione imbarazzante con sua figlia sugli uccelli e le api; si svelano le origini delle cornamuse; una parodia di Il mondo segreto di Alex Mack; il nerd sogna di essere a Westeros.

## Legione di super-spiedini
- Titolo originale: Legion of Super-Gyros
- Diretto da: Zeb Wells
- Scritto da: Rachel Bloom, Mike Fasolo, Seth Green, David Phillips, Matthew Senreich e Zeb Wells

### Trama
Gerry viene infettato in World War Z; la più grande invenzione di Benjamin Franklin viene rivelata; Hannah di Girls è una guest star in Sesamo apriti; il prequel di Genitori in trappola.

## El Skeletorio
- Titolo originale: El Skeletorito
- Diretto da: Zeb Wells
- Scritto da: Rachel Bloom, Mike Fasolo, Seth Green, David Phillips, Matthew Senreich e Zeb Wells

### Trama
Crypt-Keeper porta tre racconti del terrore; appare The Iron Sheik; I produttori di Hollywood pensano a un film su Candy Crush; Picchiarello riceve una telefonata indesiderata.

## Immagine provocante
- Titolo originale: Snarfer Image
- Diretto da: Zeb Wells
- Scritto da: Rachel Bloom, Mike Fasolo, Seth Green, David Phillips, Matthew Senreich e Zeb Wells

### Trama
Una scena rielaborata da Pacific Rim; i futuri personaggi dei Looney Tunes; Voltron assume un nuovo membro; un altro tentativo di Skeletor di liberarsi di He-Man.

## Su, su buffet
- Titolo originale: Up, Up, and Buffet
- Diretto da: Zeb Wells
- Scritto da: Rachel Bloom, Mike Fasolo, Seth Green, David Phillips, Matthew Senreich e Zeb Wells

### Trama
Zio Paperone appare in Shark Tank; Fred Flintstone è sottoposto ad una colonscopia; Shrek ha un momento di lucidità; Doc Louis raggiunge la grande arena nel cielo.

## Panthropologia
- Titolo originale: Panthropologie
- Diretto da: Zeb Wells
- Scritto da: Mikey Day, Mike Fasolo, Seth Green, Brendan Hay, David Phillips, Matthew Senreich e Zeb Wells

### Trama
Master Chief è compromesso; i G.I. Joe vengono sostituiti da droni senza pilota.

## CatDog allo spiedo
- Titolo originale: Catdog on a Stick
- Diretto da: Zeb Wells
- Scritto da: Mikey Day, Mike Fasolo, Seth Green, Brendan Hay, David Phillips, Matthew Senreich e Zeb Wells

### Trama
Nord de Le 5 leggende è bollato come razzista a causa di una tradizione olandese; Tiger Woods appare in una versione a basso costo e golfista di Space Jam con i personaggi della DiC intitolata Golf Jam; un matrimonio ne Il Trono di Spade si trasforma in un massacro; le ragazze Bratz vengono uccise da Draculaura dopo aver investito Barbie l'estate scorsa.

## Super centro di chitarra
- Titolo originale: Super Guitario Center
- Diretto da: Zeb Wells
- Scritto da: Mikey Day, Mike Fasolo, Seth Green, Brendan Hay, David Phillips, Matthew Senreich e Zeb Wells

### Trama
La canzone dei Boglin; la vita quotidiana di un lemming; La bella addormentata continua a parlare del suo sogno.

## Svendita dannosa
- Titolo originale: Noidstrom Rack
- Diretto da: Zeb Wells
- Scritto da: Mikey Day, Mike Fasolo, Seth Green, Brendan Hay, David Phillips, Matthew Senreich e Zeb Wells

### Trama
Gli Zybot vogliono unirsi agli Autobot; Man-E-Faces sperimenta la notorietà; un turno problematico per l'equipaggio notturno dell'Enterprise.

## Steve freddo come una pietra fredda
- Titolo originale: Stone Cold Steve Cold Stone
- Diretto da: Zeb Wells
- Scritto da: Matthew Beans, Rachel Bloom, Mike Fasolo, Seth Green, Brendan Hay, Matthew Senreich e Zeb Wells

### Trama
Viene spiegato perché nessuno suona il pianoforte a Villa Wayne; gli istinti di James Potter in forma animale; le principesse Disney vanno in guerra.

## Aragosta zombie
- Titolo originale: Walking Dead Lobster
- Diretto da: Zeb Wells
- Scritto da: Matthew Beans, Rachel Bloom, Mike Fasolo, Seth Green, Brendan Hay, Matthew Senreich e Zeb Wells

### Trama
Kim Possible va in missione in Corea del Nord; i Beanie Babies finiscono per dare una svolta alla vita di un uomo; il nerd diventa compagno del Doctor Who.

## Victoria e il segreto dei Nimh
- Titolo originale: Victoria's Secret of NIMH
- Diretto da: Zeb Wells
- Scritto da: Matthew Beans, Rachel Bloom, Mike Fasolo, Seth Green, Matthew Senreich, Erik Weiner e Zeb Wells

### Trama
Il Conte di Sesamo apriti ha un incontro con Blade; Jor-El ha dei consigli utili per Superman; una nuova nemesi arriva a Gotham City.

## Robot Chicken – Speciale Panna Inacidita

Panna Inacidita si vendica dei cittadini di Pastryville

- Titolo originale: Bitch Pudding Special
- Diretto da: Zeb Wells
- Scritto da: Tom Root

### Trama
Quando i cittadini di Pastryville si stancano di subire gli abusi di Panna Inacidita, escogitano un complotto per eliminarla. Panna Inacidita sopravvive e, dopo aver appreso cosa è successo dopo essere tornata a casa, si vendica dei cittadini.

## Batman Forever 21
- Titolo originale: Batman Forever 21
- Diretto da: Zeb Wells
- Scritto da: Matthew Beans, Rachel Bloom, Mike Fasolo, Seth Green, Matthew Senreich, Erik Weiner e Zeb Wells

### Trama
Bear Grylls in una parodia di Sex Crimes - Giochi pericolosi; Dott. Ryan Stone chiama una stazione radio; Quattrocchi ottiene un accento del sud e una bussola compromessa mentre manipola gli eventi in House of Smurfs; in una parodia di The Bourne Identity, Baloo scopre di non essere solo un orso nella giungla.

## Lo Hobbit: andata e storno
- Titolo originale: The Hobbit: There and Bennigan's
- Diretto da: Zeb Wells
- Scritto da: Matthew Beans, Rachel Bloom, Mike Fasolo, Seth Green, Brendan Hay, Matthew Senreich e Zeb Wells

### Trama
Una donna conta le pecore e sogna che tutte vengano brutalizzate da una guardia carceraria; Ash e Misty giocano a tennis con la Poké Ball di Pikachu; un cantante d'opera fa surf; Mr. Fantastic si masturba con un aspirapolvere a tavola; i Bionic Six vengono eliminati uno per uno; una madre in lutto decide di fare surf; Albus Silente diventa un boss della metanfetamina dopo che gli è stato diagnosticato un cancro terminale; Mark Twain è il "primo stronzo d'America"; un pagliaccio crea con le sue stesse feci un palloncino a forma di animale; un bambino va a fare surf; Otis viene dichiarato transessuale in una parodia tra Barnyard - Ritorno al cortile e Boys Don't Cry; Cupido è un pessimo tiratore; la guerra colpisce gli Indigesti; Papa Francesco va a fare surf; con grande disgusto del Principe Azzurro, si scopre che i peli pubici di Raperonzolo sono lunghi quanto i suoi capelli; i G.I. Joe alle prese con fatti imbarazzanti.

## Misérable salsa chipotle
- Titolo originale: Chipotle Miserables
- Diretto da: Zeb Wells
- Scritto da: Matthew Beans, Rachel Bloom, Mike Fasolo, Seth Green, Brendan Hay, Matthew Senreich e Zeb Wells

### Trama
Un ragazzo alla guida di una piccola auto si schianta contro un albero e fugge dal luogo dell'incidente; un modo osé di "fare le ciambelle" al Dunkin'; un ragazzo si ritrova costretto ad assassinare un politico; I miserabili viene ricreato utilizzando le mascotte di McDonald's; un velociraptor pratica la danza; Flashdance e You Can't Do That on Television sono un unico programma; la famiglia Pac-Man sperimenta attività paranormali nella propria casa; Super Grover viene picchiato; il figlio dello scienziato di Robot Chicken prende in ostaggio i presidenti viventi degli Stati Uniti e Robot Chicken deve andare a salvarli.

## Robot Chicken - Speciale un sacco di festività ma non temete c’è anche il Natale perciò levati il palo dal c**o Fox News
- Titolo originale: Lots of Holidays (But Don't Worry Christmas is Still in There Too So Pull the Stick Out of Your Ass Fox News) Special
- Diretto da: Zeb Wells
- Scritto da: Matthew Beans, Rachel Bloom, Mike Fasolo, Seth Green, Matthew Senreich, Erik Weiner e Zeb Wells

### Trama
Una celebrazione di ogni festa che sia mai esistita dove viene mostrato un ragazzo ebreo che fa rap, un pellegrino che sorprende la sua famiglia il primo Giorno del Ringraziamento e Babbo Natale che ha problemi con un vicino.